# Passalozetes lienhardi
Passalozetes lienhardi är en kvalsterart som beskrevs av Sandór Mahunka 1997. Passalozetes lienhardi ingår i släktet Passalozetes och familjen Passalozetidae. Inga underarter finns listade i Catalogue of Life.